# Три рисунка
Три рисунка — повесть калмыцкого писателя Алексея Балакаева. Повесть является первым в калмыцкой литературе произведением о депортации калмыцкого народа.

## История
Повесть была написана Алексеем Балакаевым в сентябре 1962 года. На калмыцком языке повесть впервые вышла в калмыцком литературно-общественном журнале «Теегин герл» в № 1 за 1963 год. В этом же году она была напечатана на русском языке в № 9 журнала «Юность».
Повесть была переведена на английский, испанский, китайский, монгольский, немецкий, польский и различные языки народов России.
Отдельной книгой повесть была издана в Элисте в 1964 году. Второе издание книги вышло через 33 года в 1997 году.

## Сюжет
В последние месяцы Великой Отечественной войны герой повести, являющийся ссыльным калмыком, работает железнодорожным рабочим на станции. Однажды его вызывает начальство и поручает ему нарисовать карикатуры на нерадивых работников станции. На станции герой встречает мальчика-калмыка лет семи-восьми, одетого в ветхую одежду и порванную обувь. Этого мальчика зовут Борисом и он приходит на станцию, где, встречая проходящие военные эшелоны, надеется увидеть возвращающегося с войны отца. Отец Бори погиб, но мальчик с необычайной настойчивостью продолжает приходить на перрон. У мальчика тяжело больная мать и он вынужден зарабатывать на хлеб, танцуя перед солдатами. Между героем повести и мальчиком завязывается дружба. Герой повести пытается смягчить горе мальчика, подкармливая Борю и наблюдая за его поведением и задаёт себя вопрос, кем он станет в будущем. В жизни мальчика принимают участие русская женщина Феня, потерявшая на войне своего сына и возвращающиеся с войны солдаты, отдающие Боре свой недоевший паёк. Герой повести и Боря часто беседуют о своей родине Калмыкии. Мальчик не помнит о калмыцких степях и задаёт вопрос:

— В Сибири или в калмыцкой степи лучше?

Я растерялся.

— Это дело привычки, — неопределённо сказал я, чтобы уйти от прямого ответа.

— Нет, ты честно, правильно ответь на мой вопрос, — настаивал Боря.

— Сибирякам Сибирь хороша, калмыкам в калмыцкой степи хорошо.

— Тогда почему же нас привезли сюда?

Я не выдержал и рассердился на Борю. Мне показалось, что он задал вопрос, который висит на кончике языка всех калмыков. Но никто не смеет на него ответить, потому что в те годы об этом и спрашивать не разрешалось.

Мальчик погибает под поездом, спасая русскую девочку. После смерти Бори герою повести передали три рисунка мальчика. На одном из них были нарисованы тюльпаны и калмыцкая степь, над которой парит орёл. На втором был нарисован солдат, к которому бежит мальчик. И на третьем был нарисован художник с красками и кистями, возле которого стоит мальчик, держащий в руках кисти.
Герой повести бережно хранит эти рисунки, вспоминая о своей ссылке в Сибири.

## Другое
Действие повести проходит на станции Чернореченской (сегодня — посёлок Новочернореченский, Красноярский край), где находился в ссылке Алексей Балакаев. Там он работал учителем рисования в одной из местных школ.